# MARR
MARR S.p.A., fondata nel 1972, è una società che si occupa di distribuzione di prodotti alimentari alla ristorazione extra domestica, appartiene al Gruppo Cremonini.
Attraverso un'organizzazione composta da oltre 1.000 dipendenti e oltre 975 tecnici commerciali, MARR serve oltre 55.000 clienti (principalmente ristoranti, hotel, pizzerie, resort, mense aziendali) con un'offerta che include oltre 25.000 prodotti alimentari, tra cui pesce, carne, alimentari vari, ortofrutta con diversa tipologia di conservazione (congelato, fresco e secco) e con una significativa offerta di prodotti sostenibili e del Made in Italy. La società opera su tutto il territorio nazionale attraverso una rete logistico-distributiva costituita da oltre 40 unità distributive, alcune delle quali con cash&carry, e si avvale di circa 1.000 automezzi. La struttura operativa è organizzata con l'obiettivo di consegnare, ogni giorno ed entro 24 ore dal ricevimento dell'ordine, i prodotti richiesti.
La società è quotata presso la Borsa valori di Milano negli indici FTSE Italia Mid Cap e FTSE Italia STAR (Codice Isin: IT0003428445 Codice Alfanumerico: MARR).

## Storia
1972 - M.A.R.R., Magazzini Alimentari Riuniti Riminesi, viene fondata a Rimini e inizia la propria attività per la fornitura e distribuzione di prodotti alimentari a ristoranti ed alberghi della riviera adriatica.
1979 - Il Gruppo Cremonini entra nel capitale di MARR, contribuendo allo sviluppo della società.
1983 - MARR inizia il commercio di prodotti ittici.
Anni '90 - Apertura di nuove filiali in Sicilia, Campania, Lombardia, Lazio, Veneto e Sardegna.
1998-1999 - Vengono finalizzate acquisizioni mirate di operatori regionali, in particolare Adriafood (Veneto), Copea (Rimini), Discom (Rimini), Venturi (Cesenatico) e Sanremomare (Sanremo).
2003 - Nel capitale di MARR entra un pool di investitori istituzionali (capofila: Barclays Private Equity, Arca Impresa Gestioni SGR e Arca Merchant) che sottoscrive circa il 33,3% del capitale.
2004 - MARR acquisisce Sogema S.p.A., società operante in Piemonte e Valle d’Aosta.
2005 - A febbraio viene acquisito il ramo d’azienda di Sfera Srl, operante in Romagna, Marche e Umbria. Il 21 giugno 2005 le azioni MARR sono ammesse alla negoziazione sul segmento STAR di Borsa Italiana. A settembre, viene acquisita AS.CA., società bolognese che si inserisce nel piano di sviluppo nelle grandi città.
2006 - A febbraio, viene acquisito il ramo d’azienda di distribuzione al foodservice di Prohoga, società operante in Trentino Alto Adige.
2007 - A gennaio viene sottoscritto il closing per l’acquisto di New Catering, azienda di Forlì che permette a MARR di entrare nel segmento della distribuzione alimentare a bar e ristorazione veloce. Ad aprile iniziano le attività operative presso il nuovo centro distributivo di MARR Toscana a Bottegone, in provincia di Pistoia.
2008 - Nel mese di giugno MARR si rafforza nel segmento dell’ittico fresco acquisendo, attraverso la controllata Baldini Adriatica Pesca s.r.l., il ramo d’azienda della F.lli Baldini S.r.l., azienda leader nella distribuzione di molluschi freschi. A metà luglio viene finalizzato l’acquisto di Emigel, società di Bentivoglio (BO), attiva nella distribuzione alimentare a bar e ristorazione veloce. A settembre viene finalizzato l’acquisto del ramo d’azienda della società Cater, specializzata nella fornitura alla ristorazione collettiva. Con l’operazione MARR acquisisce un secondo centro distributivo su Roma. Nel mese di dicembre, MARR formalizza l’acquisto del ramo d’azienda di Jolly Hotels, primaria catena alberghiera nazionale, relativo alla distribuzione di prodotti alimentari agli alberghi del Gruppo NH in Italia.
2012 - Dal 3 settembre hanno decorrenza i contratti per l'affitto dell'azienda della Lelli Lino e figli srl (“Lelli”) e la locazione dei relativi immobili, ubicati ad Anzola dell'Emilia (Bologna), in cui è svolta l'attività di distribuzione di prodotti alimentari al foodservice e di Cash and Carry.
2013 - Il 23 febbraio 2013 ha decorrenza il contratto di affitto d'azienda delle attività di Scapa Italia S.p.A. (“Scapa”), attraverso il quale MARR ha rilevato la gestione dei centri distributivi di Marzano (Pavia) e Pomezia (Roma): due strutture ampie, moderne e ottimamente localizzate. Il centro di Marzano (inaugurato nel 2009) ha una superficie totale di 22.000 m², mentre il magazzino di Pomezia ha una superficie di 11.000 m². MARR ha concentrato su queste strutture le attività logistiche e distributive della propria clientela dei National Account (operatori della Ristorazione Collettiva e della Ristorazione Commerciale Strutturata), razionalizzando ulteriormente le attività dedicate al segmento dello Street Market svolte dagli altri suoi centri distributivi; utilizzando inoltre tali magazzini come importanti piattaforme di stoccaggio.
2014 - Il 12 marzo è sottoscritto il contratto per l'acquisto dell'azienda Scapa, di cui MARR aveva in gestione le attività dal 2013 con un contratto di affitto d'azienda. In data 31 marzo 2014 MARR S.p.A. cede le sue quote (pari al 55% del capitale sociale) della Alisea società consortile a responsabilità limitata a CIR Food Cooperativa Italiana di Ristorazione. A seguito della cessione da parte di MARR S.p.A. dell’intera partecipazione in Alisea - società operante nella ristorazione rivolta a strutture ospedaliere e i cui ricavi totali nel 2013 sono stati pari a 14,8 milioni di Euro – le attività del Gruppo MARR si focalizzano nelle forniture al Foodservice. Il 28 maggio 2014 la controllata Sfera S.p.A. sottoscrive il contratto di acquisto dell’azienda “Lelli” di cui aveva già in gestione le attività dal 3 settembre 2012 attraverso contratto di affitto d’azienda. Successivamente, la controllata ha concesso in affitto il ramo d’azienda “Lelli” alla MARR S.p.A. che lo gestisce, a partire dal 1º novembre 2014, tramite la nuova filiale MARR Bologna, con sede in Anzola dell’Emilia. Il 1º giugno 2014 ha efficacia la fusione per incorporazione della controllata EMI.GEL S.r.l. nella controllata New Catering S.r.l., con effetti fiscali e contabili dal 1º gennaio 2014.
2015 - Il 1º giugno 2015 acquista SAMA S.r.l., società di Zola Predosa (Bologna), specializzata nella distribuzione di prodotti alimentari al bar e alla ristorazione veloce. Con oltre 6 milioni di Euro di fatturato nel 2014 e un’organizzazione di vendita di oltre 10 venditori, SAMA è un riferimento nella distribuzione ai bar nelle aree di Bologna, Modena e Reggio Emilia. Ad ottobre Sama viene fusa per incorporazione in New Catering, che si conferma realtà leader nella distribuzione alimentare al segmento bar con 4 centri di distribuzione (Forlì, Bologna, Rimini e Perugia).
2016 - Il 4 aprile acquisita DE.AL. S.r.l., società abruzzese operante nella distribuzione alimentare al Foodservice col marchio “PAC FOOD”.  Con oltre 60 milioni di Euro di vendite nel 2015 e un centro distributivo di oltre 7.000 metri quadri coperti localizzato ad Elice (Pescara), rafforza la presenza MARR nel medio Adriatico. Il 1º ottobre la DE.AL. S.r.l. ha concesso in affitto il ramo di azienda alla controllante MARR S.p.A. che da tale data lo gestisce attraverso la filiale MARR Adriatico. Il 30 dicembre acquisita Speca Alimentari, società di Baveno (Verbania) localizzata sul Lago Maggiore. Con oltre 11 milioni di euro di vendite su base annua, un’esperienza di oltre 30 anni nella distribuzione alimentare e un centro distributivo di oltre 2.000 m² localizzato per servire la parte occidentale del Lago Maggiore, rafforza la presenza MARR nella zona. Il 1º gennaio 2017 – in forza dell’affitto dell'azienda Speca Alimentari S.r.l. a MARR S.p.A. – prende avvio l’attività della Filiale MARR Speca Alimentari.
2019 - Il 13 novembre MARR S.p.A ha acquistato il 34% delle azioni di Jolanda de Colò S.p.A. da Intrapresa S.r.l. ed ha contestualmente sottoscritto con la società ABA S.r.l. della famiglia Pessot – de Colò, che detiene il 66% di Jolanda de Colò, un accordo irrevocabile che assegna a MARR – a partire dal 31 marzo 2022 - l’opzione per l’acquisto di una partecipazione di maggioranza di Jolanda de Colò. Tale accordo prevede inoltre un meccanismo di opzione call per MARR e put per ABA sul residuo 33% del capitale sociale di Jolanda de Colò. Attraverso questa operazione MARR entra in partnership con la famiglia Pessot – de Colò, confermata alla guida di Jolanda de Colò, nello sviluppo del segmento premium delle forniture alimentari al Foodservice. Jolanda de Colò è infatti tra i principali operatori a livello nazionale nel segmento premium (alto di gamma) con oltre 21 milioni di Euro di vendite nell’esercizio 2018 e circa 5.000 clienti serviti con oltre 2.000 prodotti dell’eccellenza culinaria.
Jolanda de Colò fondata nel 1976 dalla famiglia Pessot – de Colò ed inizialmente attiva nella produzione di carni, negli anni ha esteso la propria attività nella distribuzione di specialità alimentari.  In particolare la vendita di prodotti non lavorati è cresciuta progressivamente fino a rappresentare oltre il 70% delle vendite, che per circa il 90% sono concentrate nel canale Ho.re.ca. e per il 93% circa in Italia. Jolanda de Colò opera attraverso un centro distributivo e di produzione con una superficie coperta di oltre 6.000 metri quadri ubicato a Palmanova (Udine).
2021 - Ad aprile MARR ha concluso l'acquisizione delle società Antonio Verrini S.r.l. e Chef S.r.l. (ricavi totali pari a circa 55 milioni di Euro nel 2020) operanti nell’ittico fresco, sia sul mercato della ristorazione che su quello della distribuzione ai consumatori finali. La Società Antonio Verrini S.r.l., appositamente costituita, continuerà ad operare in Liguria e Versilia attraverso i 5 centri distributivi di cui già dispone ed avrà il duplice obiettivo di sviluppare ulteriormente i territori contigui e di coadiuvare le Filiali MARR nell’incrementare il livello di servizio, sulle merceologie che la caratterizzano, a favore della Clientela. La Società Chef S.r.l. (che opera avendo in affitto l’azienda Chef Seafood) proseguirà le attuali attività di lavorazione di prodotti ittici per la loro commercializzazione sia direttamente che attraverso la struttura delle filiali MARR operanti nelle aree limitrofe. L’operazione, che conferma la precisa volontà del Gruppo MARR di rafforzarsi nell’ambito di merceologie estremamente importanti per i Clienti e con maggiore difficoltà nella gestione e movimentazione, nonché la capacità di consolidare il mercato attraverso aggregazioni sinergiche e funzionali ai propri obiettivi anche qualitativi, riveste carattere strategico per il Gruppo.
2022 - Nei primi giorni di marzo MARR ha sottoscritto un Accordo Quadro vincolante per l’acquisto della totalità delle quote di una società neo costituita, Frigor Carni S.r.l., in cui sono state conferite le attività, escluso l’immobile che verrà condotto in locazione, della Frigor Carni S.a.s., società basata a Montepaone Lido (Catanzaro) ed operante nella commercializzazione e distribuzione di prodotti alimentari al foodservice. Frigor Carni, fondata più di 40 anni fa dalla famiglia Viscomi, con oltre 13 milioni di Euro di vendite nel 2021 (erano circa 16 milioni nel 2019, ante pandemia), circa 800 clienti serviti e 15 veicoli per le consegne, è operatore di riferimento in Calabria ed in particolare in un’area, quella ionica, a forte vocazione turistica. La proposta commerciale dell’azienda si caratterizza per una significativa specializzazione nell’offerta di prodotti ittici, rivolta principalmente ai clienti della ristorazione indipendente. MARR, che già opera nell’area dalla propria filiale di MARR Calabria a Spezzano Albanese (Cosenza), attraverso l’unità distributiva di Frigor Carni, sita a Montepaone Lido, va a rafforzare la sua presenza sul territorio, potendo così elevare il livello di servizio ai clienti e l’offerta di prodotti locali. L’acquisizione di Frigor Carni conferma il ruolo di aggregatore del Mercato di MARR, che continua a rafforzare la propria leadership sia attraverso un percorso di crescita organica che di acquisizioni mirate, volte ad aumentare la specializzazione di servizio.
2024 - In data 15 aprile ha iniziato l’attività la filiale MARR Lombardia, una nuova struttura di 14 mila metri quadri sita a Bottanuco (Bergamo), che va a rafforzare la presenza di MARR in Lombardia, la prima regione italiana per valore dei consumi alimentari fuori casa.

## Dati economici
Il Gruppo MARR nel 2024 ha realizzato ricavi consolidati per 2.098,0 milioni di Euro (2.085,5 milioni nel 2023) con un EBITDA consolidato di 120,2 milioni di Euro (123,1 milioni nel 2023) ed un risultato netto di 42,7 milioni di Euro (47,1 milioni nel 2023).

## Consiglio d'amministrazione
- Presidente: Andrea Foschi
- Amministratore delegato: Francesco Ospitali
- Amministratore indipendente: Giampiero Bergami
- Amministratore: Claudia Cremonini
- Amministratore indipendente: Alessandro Nova
- Amministratore indipendente: Rossella Schiavini
- Amministratore: Lucia Serra

Consiglio d'amministrazione in carica dal 28 aprile 2023.

## Principali azionisti
- Cremonini S.p.A. - 50,42%
- Fidelity LLC - 4,99%
- Azioni proprie - 3,44%

Dato aggiornato al 21 marzo 2025

## Principali partecipazioni[6]
- New Catering S.r.l. (Commercializzazione e distribuzione di prodotti alimentari ai bar e alla ristorazione veloce) - 100%
- Antonio Verrini S.r.l. (Commercializzazione e lavorazione di prodotti ittici alla ristorazione e alla distribuzione ai consumatori finali) - 100%
- Frigor Carni S.r.l. (Commercializzazione e distribuzione di prodotti alimentari freschi, secchi e surgelati prevalentemente nella Regione Calabria) - 100%
- Jolanda de Colò S.p.A. (produzione, commercializzazione e distribuzione di prodotti alimentari del segmento premium (alto di gamma) della ristorazione) - 34%